# Tamara Tyshkevich
Tamara Tychkevitch (née le 31 mars 1931 à Vitebsk - morte le 27 décembre 1997 à Saint-Pétersbourg) est une athlète soviétique qui pratiquait le lancer du poids.
Aux Jeux olympiques d'été de 1956 à Melbourne, elle remporta la médaille d'or devant sa compatriote Galina Zybina.

## Palmarès

### Jeux olympiques d'été
- Jeux olympiques d'été de 1952 à Helsinki ( Finlande)
  - 4e au lancer du poids
- Jeux olympiques d'été de 1956 à Melbourne ( Australie)
  -  Médaille d'or au lancer du poids

### Championnats d'Europe d'athlétisme
- Championnats d'Europe d'athlétisme de 1954 à Berne ( Suisse)
  -  Médaille de bronze au lancer du poids
- Championnats d'Europe d'athlétisme de 1958 à Stockholm ( Suède)
  -  Médaille d'argent au lancer du poids